# Daleko, daleko
Daleko, daleko (in russo Далеко, далеко?) è il quarto album in studio della cantante russo-statunitense Ljubov' Uspenskaja, pubblicato il 30 aprile 1995 dalla Sojuz. L'album è stato ripubblicato nel 2007 con il titolo Kareta (in russo Карета?).

## Tracce
1. Daleko, daleko – 4:56 (testo: Andrej Želtyj – musica: Arkadij Ukupnik)
2. Vitëk – 3:49 (testo: Michail Tanič – musica: Igor' Demarin)
3. Gorodskoj šalman – 3:12 (testo: Kirill Krastoševskij – musica: Arkadij Ukupnik)
4. Razvedënnye – 5:14 (testo: Grigorij Belkin – musica: Aleksandr Luk'janov)
5. Vera, Veročka – 4:13 (testo: Michail Tanič, Sergej Nikitin – musica: Sergej Koržukov)
6. Kareta – 4:26 (testo: Aleksandr Alov – musica: Arkadij Ukupnik)
7. Vareniki s višnjami – 3:42 (testo: Michail Tanič – musica: Sergej Koržukov)
8. Začem igraeš ty so mnoj – 4:55 (testo: Vladimir Bararnov – musica: Arkadij Ukupnik)
9. Staryj park – 3:23 (testo: Oleg Gegel'skij – musica: Arkadij Ukupnik)
10. Zaguljaem do utra (feat. Vladislav Medjanik) – 3:15 (testo: Kirill Krastoševskij – musica: Arkadij Ukupnik)
11. Batjuška – 4:53 (testo: Michail Tanič – musica: Sergej Koržukov)
12. Prosto kafe – 4:08 (testo: Michail Tanič – musica: Sergej Koržukov)

## Formazione
- Ljubov' Uspenskaja – voce
- Vladislav Medjanik – voce
- Mark Višer – sassofono, flauto
- Leonid Gutkin – chitarra, produzione, registrazione, mastering
- Aleksandr Bach – tamburo
- Aleks Mostepan – chitarra
- Ruslan Valonen – tastiera
- Dmitrij Mamochin – tromba
- Aleksandr Sitkoveckij – chitarra
- Aleksandr Min'kov – cori
- Judi Glass – cori
- Gli Arbat – cori